# Kole Omotoso
Bankole Ajibabi Omotoso (* 21. April 1943 in Akure, Nigeria; † 19. Juli 2023 in Kapstadt, Südafrika) war ein nigerianischer Schriftsteller. Er wurde bekannt als Autor von Erzählungen, Novellen und Romanen sowie als Dramatiker und Kolumnist.

## Leben
Kole Omotoso studierte Französisch und Arabisch an der Universität von Ibadan. Er arbeitete zunächst als Lehrer und absolvierte ein postgraduales Studium in Edinburgh. Ab 1972 war er Dozent für arabische Sprache und Islamwissenschaft an der Universität Ibadan und hatte weitere akademische Lehrtätigkeiten in Nigeria, Lesotho und Schottland inne. Seit 1991 lehrt er in Südafrika, zuerst in Kapstadt, dann an der Universität Stellenbosch.
Durch zahlreiche Auftritte im Werbefernsehen wurde er in ganz Südafrika bekannt. Er war zudem Präsident des nigerianischen Schriftstellerverbandes ANA. Seine erste Novelle veröffentlichte er 1971; darauf folgten viele Erzählungen, Novellen, Romane und wissenschaftliche Abhandlungen sowie Kolumnen für die Zeitschrift West Africa. Sein Werk ist politisch geprägt, so führte sein Buch Just Bevor Drawn (1988) über die nigerianische Geschichte nach der Unabhängigkeit zu mehreren Klagen kritisierter Personen.

## Werke (Auswahl)
- The Edifice (1971)
- The Combat (1972)
- Fella's Choice (1974, Detektivgeschichte)
- To Borrow a Wandering Leaf (1978)
- Memories of our Recent Boom (1982)
- Just Before Drawn (1988)
- Seasons of Migration to the South (1994)
- Achebe or Soyinka? A Study in Contrasts (1996)